# Phyllanthus smithianus
Phyllanthus smithianus är en emblikaväxtart som beskrevs av Grady Linder Webster. Phyllanthus smithianus ingår i släktet Phyllanthus och familjen emblikaväxter.
Artens utbredningsområde är Fiji. Inga underarter finns listade i Catalogue of Life.